# Wilde-Mändle-Tanz

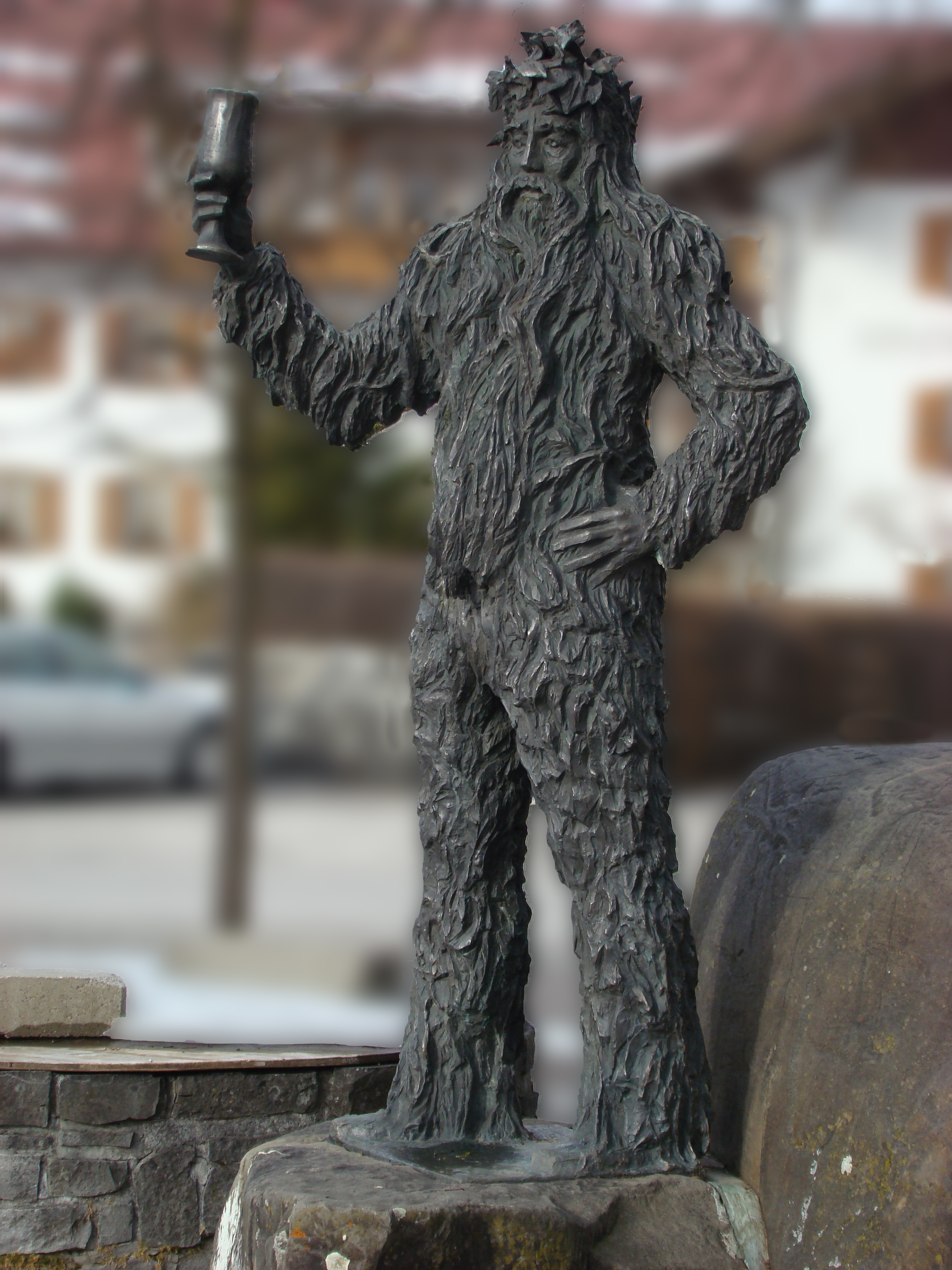
Bronzeplastik das „Wilde Mändle“ in Oberstdorf

Der Wilde-Mändle-Tanz ist ein Brauchtum in Oberstdorf. Er gilt als ältester Kulttanz der Alpenländer, nach anderer Auffassung ist er in seiner heutigen Form auf barocke höfische Rollenspiele zurückzuführen. Aufgeführt wird er alle fünf Jahre, zuletzt 2015. Die für 2020 geplante Aufführung musste wegen der Covid-19-Pandemie ausfallen und wurde 2023 nachgeholt. Der Gebirgstrachten- und Heimatschutzverein Oberstdorf hat mit diesem Tanz 2009 den Kulturpreis des Landkreises Oberallgäu erhalten.

## Ursprung
Verbreitet waren die „Wilden-Mändle“, verbunden mit vielen Sagen, früher über das ganze Alpengebiet, von Hochsavoien bis zur Tatra, von den Dolomiten bis in den Harz und den Thüringer Wald.
Nur noch in Oberstdorf hat sich der Tanz bis heute erhalten. Vielfach wird ungeprüft abgeschrieben, dass die erste komplette Beschreibung des Tanzes, „so wie er mit geringen Änderungen heute hier noch aufgeführt wird“ sich „in der von Abt Columban verfassten Vita von 615 n. Chr.“ befinde. Dies hat der Germanist und Heimatforscher Thaddäus Steiner als falsch nachgewiesen. Abt Columban hat niemals eine Vita verfasst. Die von Jonas von Bobbio nach 628 verfasste Vita Columbani befasst sich dagegen mit dem Leben des Heiligen.
Zurückgeführt wird der Tanz oft auf einen über 2000 Jahre alten Tanz aus der Keltenzeit. 1393 wurde der Tanz erwähnt, anlässlich der dritten Hochzeit einer der Hofdamen der Königin im Hotel Saint Paul in Paris. Nach Archivbelegen zum Oberstdorfer Tanz ließ 1793 der Trierer Kurfürst und ehemalige Fürstbischof des Bistums Augsburg, Clemens Wenzeslaus von Sachsen, erstmals exotische „Wilde Mändle“ an seinen Hof holen, um sie seinen Gästen als Komedy der 12 Wildem-Mann vorzuführen. 1811 besuchte Clemens Wenzeslaus mit seiner Schwester Oberstdorf. Die Einwohner führten für sie einen Wildleute-Tanz auf und brachten ihnen ein Freudenlied dar: „Sey’s uns erlaubt! Erlauchteste vor euch aufzuspielen! Möchtet doch ihr Edelste ein Vergnügen fühlen.“ Der Oberstdorfer Schullehrer Josef Anton Bach hielt die Musik 1811 in Notenschrift fest. Die Tänzer führten ihre Tänze auch in den Sommerresidenzen sowie in Lindau, Konstanz und der Schweiz auf. Da die Tänze auch vor dem, und später auch vom Volk aufgeführt wurden, änderten sie sich zugunsten des Volksgeschmacks.

## Darsteller und Kostüm
1901 setzte sich der Oberstdorfer Gebirgstrachten- und Heimatschutzverein das Ziel, den Tanz in möglichst unveränderter Form für kommende Generationen zu bewahren. Zunächst wurde der Tanz in unregelmäßigen Abständen, meist zu besonderen Anlässen aufgeführt. Erst in den 1950er Jahren bildete sich die heutige Praxis mit Aufführungen in jedem fünften Jahr heraus. Die Mitwirkenden, derzeit 13, entstammen traditionell alteingesessenen Oberstdorfer Familien. Dabei sind die Darsteller mit auf das leinene Häs (das eigentliche Gewand) aufgenähtem in langen Zotteln herabhängendem Tannenbart (Usnea filipendula, eine graue, nur in Bergwäldern der Hochlagen vorkommende, früher häufige, heute seltenere Bartflechte) am ganzen Körper bis auf die Augenpartie völlig vermummt. Auf dem Kopf tragen sie einen Kranz aus Stechpalmenblättern, um die Hüfte einen Gürtel aus frischem Tannen- bzw. Fichtenreisig. Die Aufführungen finden an 8–10 Terminen in den Monaten Juli bis Oktober in der Oybele-Halle in Oberstdorf statt.

## Der Tanz
Gewidmet ist der Tanz dem germanischen Gott Thor. Gezeigt wird zu urtümlicher, eindringlich-rhythmischer Musik eine Abfolge von 17 verschiedenen Szenen, darunter ein Huldigungs- und ein Fruchtbarkeitstanz, eine akrobatische Pyramide und ein Keulentanz. In der Schlussszene wird vom König Met eingeschenkt und alle Mitwirkenden singen im Chor das sogenannte Wilde-Mändle-Lied.